# Antoon van Delft
Antonius (Antoon) Henricus Joseph van Delft (Tilburg, 14 september 1876 - aldaar, 24 juli 1958) was een Nederlands priester en dichter. Hij is vooral bekend gebleven als dichter van het Psalterke en tekstschrijver van de eerste Tegelse Passiespelen.

## Biografie
Antoon van Delft kwam uit een familie van metaalfabrikanten. Hij ontving zijn priesteropleiding te Mariëndaal in Velp (Noord-Brabant) en aan het Groot-Seminarie te Haaren (Noord-Brabant). Hij werd priester gewijd in 1905, werd in 1910 kapelaan te Lage Zwaluwe, in 1920 te Geldrop en in 1927 pastoor van de parochie van Antonius Abt in Sint Anthonis.
Naast de zielzorg beoefende hij de dichtkunst. Hij debuteerde met Eucharistica, een bundel sacramentsgedichten en zijn geestelijke liedteksten werden op muziek gezet door de priester-componist Adriaan Hamers, uitgegeven in de bundel Psalterke (1910) en jarenlang gezongen in vele katholieke kerken in Nederland. Ook vertaalde hij La divina commedia van Dante en schreef hij een aantal bijbelse toneelstukken, waarvan Saul en David (1914) het bekendst is geworden. Vanwege deze reputatie werd hij in 1930 gevraagd om een passiespel te schrijven voor het Openluchttheater van Tegelen. Op zijn tekst werden de eerste Passiespelen Tegelen in 1931, 1932 en 1935 uitgevoerd.
Pastoor Van Delft vierde in Sint Anthonis in 1955 zijn gouden priesterjubileum en ging het volgend jaar met emeritaat. Hij stierf in 1958 in zijn geboortestad Tilburg en werd begraven in Sint Anthonis.

## Bron
J. van Oudheusden e.a. (red.), Brabantse biografieën. Levensbeschrijvingen van bekende en onbekende Noordbrabanders. Deel 2, Amsterdam/Meppel, 1994.